# IA/DW/XT
IA/DW/XT è l'undicesimo EP del gruppo musicale britannico Porcupine Tree, pubblicato il 22 aprile 2023.

## Descrizione
L'EP, pubblicato esclusivamente per l'annuale Record Store Day in tiratura limitata ad 800 copie, comprende quattro brani in studio risalenti alle sessioni di registrazione di In absentia e Deadwing.
Le tracce Drown With Me e Chloroform erano precedentemente apparse nel CD bonus dell'edizione speciale europea di In absentia, mentre i brani Revenant e Mother and Child Divided erano stati inclusi nella versione DVD-Audio di Deadwing.
Tutte le tracce presenti nel disco non erano mai state precedentemente pubblicate su vinile.

## Tracce
Testi di Steven Wilson.
Lato A
1. Drown With Me – 5:21 (musica: Wilson)
2. Chloroform – 7:14 (musica: Wilson, Chris Maitland)

Lato B
1. Revenant – 3:05 (musica: Richard Barbieri)
2. Mother and Child Divided – 5:00 (musica: Wilson, Gavin Harrison)

## Formazione
- Richard Barbieri – tastiera
- Colin Edwin – basso
- Gavin Harrison – batteria
- Steven Wilson – voce, chitarra